# Southern Uplands
Les Southern Uplands sont un massif montagneux d'environ 220 km de long situé dans le Sud de l'Écosse et pour une petite partie dans le Nord de l'Angleterre. C'est la plus méridionale des trois principales zones géographiques de l'Écosse continentale (les deux autres étant les Basses-Terres centrales et les Highlands). Le terme est utilisé à la fois pour décrire la région géographique et en désigner collectivement les différentes chaînes de collines et de montagnes.
La région est essentiellement rurale et agricole. Ces hautes terres sont en partie boisées et contiennent de nombreuses zones de landes ouvertes. Elles abritent une faune et une flore très variées.